# Urszula Kozłowicz
Urszula Krystyna Kozłowicz (ur. 3 czerwca 1950 w Wałbrzychu) – polska zootechnik, poseł na Sejm PRL VII kadencji.

## Życiorys
Uzyskała wykształcenie średnie. Pracowała jako zootechnik w RSP „Nowy Świat” w Dobrzycy. W 1976 uzyskała mandat posła na Sejm PRL w okręgu Kalisz z ramienia Polskiej Zjednoczonej Partii Robotniczej. Zasiadała w Komisji Rolnictwa i Przemysłu Spożywczego oraz w Komisji Spraw Zagranicznych.